# Audacity
Audacity je svobodný/open source, multiplatformní editor digitálního zvuku. Zdrojový kód Audacity je uvolněn pod GNU General Public License. GDI editoru bylo vytvořeno za pomoci wxWidgets knihovny.
Program Audacity byl vytvořen Dominikem Mazzonim ze společnosti Google v době jeho studií na Carnegie Mellon University. A Mazzoni i nadále zůstává hlavním vývojářem Audacity.
K 2. březnu 2008 se program stal 10. nejstahovanějším programem ze SourceForge, s více než 36 miliony stažení. Program též vyhrál na serveru SourceForge v roce 2007 v klání Community Choice Award for Best Project for Multimedia oceňující nejlepší projekty za daný rok z webu SourceForge. Audacity uspěla v kategorii „Nejlepší multimediální projekt“.
Program je licencován pod GNU General Public License verze 2, avšak uvažuje se o přechodu na GPLv3 po verzi 1.4.0.

## Vlastnosti programu
- přímé nahrávání zvuku
- převod nahrávek z pásků a desek do digitálního záznamu nebo na CD
- editace zvukových souborů ve formátech Ogg Vorbis, AIFF, MP3 (je však nutné zvlášť stáhnout kodér LAME), WAV a další
- od verze 1.3.2 podpora Free Lossless Audio Codec (FLAC)
- stříhání, rozdělování a míchání nahrávek
- odstranění šumu
- změny rychlosti a ladění nahrávek
- vícestopé mixování nahrávek
- škála efektů a pluginů
- překlad programu do mnoha světových jazyků (včetně češtiny)

## Změny ve verzi 2.2.1
- Opravené chyby pro systém Mac apod.